# تشي أونورا
تشينيلو سوزان أونورا (بالإنجليزية: Chi Onwurah) (ولدت في 12 أبريل عام 1965) سياسية تنتمي لحزب العمال البريطاني وتعمل عضوًا لدى دائرة نيوكاسل أبون تاين الوسطى الانتخابية منذ الانتخابات العامة لعام 2010.
كانت وزيرة ظل للاستراتيجيات الصناعية والعلوم والابتكار تحت قيادة زعيم حزب العمل جيرمي كوربين منذ شهر أكتوبر عام 2016 إلى 9 أبريل عام 2020، عندما عينت وزيرة ظل للعلوم والبحوث والتكنولوجيا الرقمية من قبل الزعيم الجديد كير ستارمر.

## النشأة
كانت والدة أونورا من نيوكاسل. كان والدها، من نيجيريا، يعمل طبيب أسنان خلال دراسته في كلية الطب بجامعة نيوكاسل عندما التقيا وتزوجا في الخمسينات.
بعد أن ولدت أنوورة في والسيند، نورثومبرلاند، انتقلت عائلتها إلى أوكا، نيجيريا، في عام 1965 بينما كانت لا تزال طفلة رضيعة. بعد عامين فقط اندلعت حرب بيافرا، وجلبت معها المجاعة، مجبرة أمها على إعادة الأطفال إلى تينسايد، بينما بقي والدها هناك في الجيش البيافري.
تخرجت أونورا نت كلية لندن الإمبراطورية في لندن عام 1987 بشهادة في الهندسة الكهربائية. عملت في تطوير المعدات والبرمجيات، وإدارة المنتجات، وتطوير الأسواق والاستراتيجية لمجموعة متنوعة من شركات القطاع الخاص أساسًا في عدد من البلدان المختلفة التي شملت المملكة المتحدة، وفرنسا، والولايات المتحدة، ونيجيريا والدنمارك أثناء دراستها للحصول على شهادة الماجستير في إدارة الأعمال في مدرسة مانشستر للأعمال.
قبل دخول البرلمان، كانت أونورا رئيسة تكنولوجيا الاتصالات في هيئة أوفكوم، مع تركيزها على توفير خدمة النطاق العريض.

## عملها في السياسة
قبل دخول البرلمان، كانت أونورا ناشطة في الحركة المناهضة للفصل العنصري. أمضت سنوات عديدة في السلطة التنفيذية الوطنية، وفي المؤسسة التي خلفتها، «العمل من أجل الجنوب الأفريقي». انضمت أيضًا إلى المجلس الاستشاري لكلية الأعمال في الجامعة المفتوحة.

### مسيرتها في البرلمان
وانتخبت عضوا في البرلمان عن نيوكاسل أبون تاين الوسطى في الانتخابات العامة لعام 2010 بأغلبية شملت 7466 صوت. خلفت النائب العمالي السابق جيم كوزينز الذي قرر الاستقالة بعد مسيرة دامت 23 عامًا. وصفت البرلمان بأنه «صدمة ثقافية»، لكنها قالت أيضًا بأنه بالمقارنة مع خلفيتها الهندسية «يعتبر البرلمان بيئة العمل الأكثر تنوعًا التي كنت فيها على الإطلاق، والأكثر توازنًا بين الجنسين».
دعمت أونورا إد ميليباند في انتخابات قيادة حزب العمل لعام 2010. عين ميليباند أونورا وزيرة ظل لشؤون الأعمال والابتكار والمهارات في 10 أكتوبر عام 2010. في عام 2013، عيُّنت وزيرة ظل في مكتب مجلس الوزراء.

#### تنظيم حملات بشأن القضايا الجنسانية
في شهر فبراير لعام 2014، تحدثت أونورا في نقاش برلماني دعت فيه إلى تسويق ألعاب خاصة بنوع الجنس وقدمت دعمها لحملة «دع الألعاب تكون ألعابًا». قالت في كلمتها أمام مجلس العموم:
«قبل أن أدخل البرلمان، أمضيت عقدين من الزمن أعمل مهندسة محترفة، عاملة في ثلاث قارات. بغض النظر عن مكان وجودي أو حجم الشركة، كانت دائما بيئة يهيمن عليها الذكور، أو ذكورًا بالكامل، ولكن فقط عندما أدخل متجر الألعاب أشعر بالفعل أنني أختبر نوعًا من التمييز بين الجنسين».
في وقت لاحق أخبرت كيرا كوشران من صحيفة الجارديان بأنها تعتقد أن تحديد الأطفال من خلال قوالب نمطية قائمة على نوع الجنس هو قضية اقتصادية خطيرة، إذ انخفضت نسبة الطالبات في دورات الدراسات الهندسية من 12% إلى 8% في غضون ثلاثين عامًا منذ بدأت الدراسة لنفسها. مشيرة إلى وجود نقص في المهندسين، وامتلاك المملكة المتحدة «أقل نسبة في أوروبا من حيث النساء المهندسات المحترفات» قالت «الألعاب مهمة جدًا وتكوينية، وبالنسبة لي هذا الأمر يتعلق بوظائف المستقبل، حول ما يحدث في غضون 10 أو 15 سنة. لا يمكننا المضي قدمًا في مجتمع تمييزي».

## وصلات خارجية
- الموقع الرسمي